# Baleine à bec de Sowerby
Mesoplodon bidens
Espèce
Statut de conservation UICN

 DD  : Données insuffisantes
Statut CITES
La baleine de Sowerby (Mesoplodon bidens), aussi appelée mésoplodon de Sowerby est une espèce de cétacés de la famille des Ziphiidae. Elle fut la première baleine à bec décrite et la dénomination spécifique bidens fait référence à la paire de dents présentes à l'extrémité de la mandibule des mâles, caractéristique que l'on sait aujourd'hui commune à tous les mésoplodons.

## Description
La baleine à bec de Sowerby a une silhouette typique commune à son genre, et se distingue principalement par la paire de dents du mâle située loin en arrière dans la bouche. Le bec du cétacé est moyennement long, et le melon est légèrement convexe. La coloration générale est grise, plus lumineuse sur la face ventrale pour la contre-illumination et on observe souvent les morsures laissées par les squalelets féroces ou les cicatrices laissées par les dents chez les mâles. La femelle adulte mesure jusqu'à 5 mètres, le mâle jusqu'à 5,5 m, pour un poids compris entre 1 000 et 1 300 kg.
La période de gestation dure 12 mois. À la naissance le petit mesure de 2.4 à 2,7 m pour un poids d'environ 185 kg.

Comparaison de taille de la baleine à bec de Sowerby à l'échelle humaine (plongeur d'1,8 m).
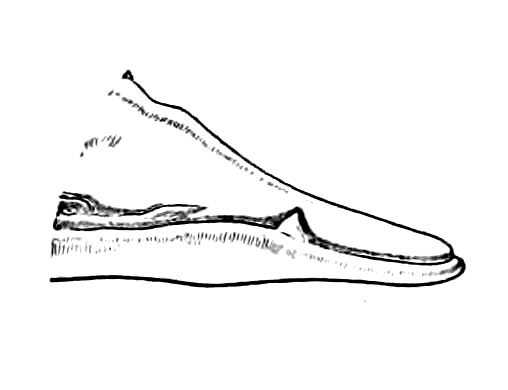
Détail de la mâchoire du mâle, avec la dent supplémentaire
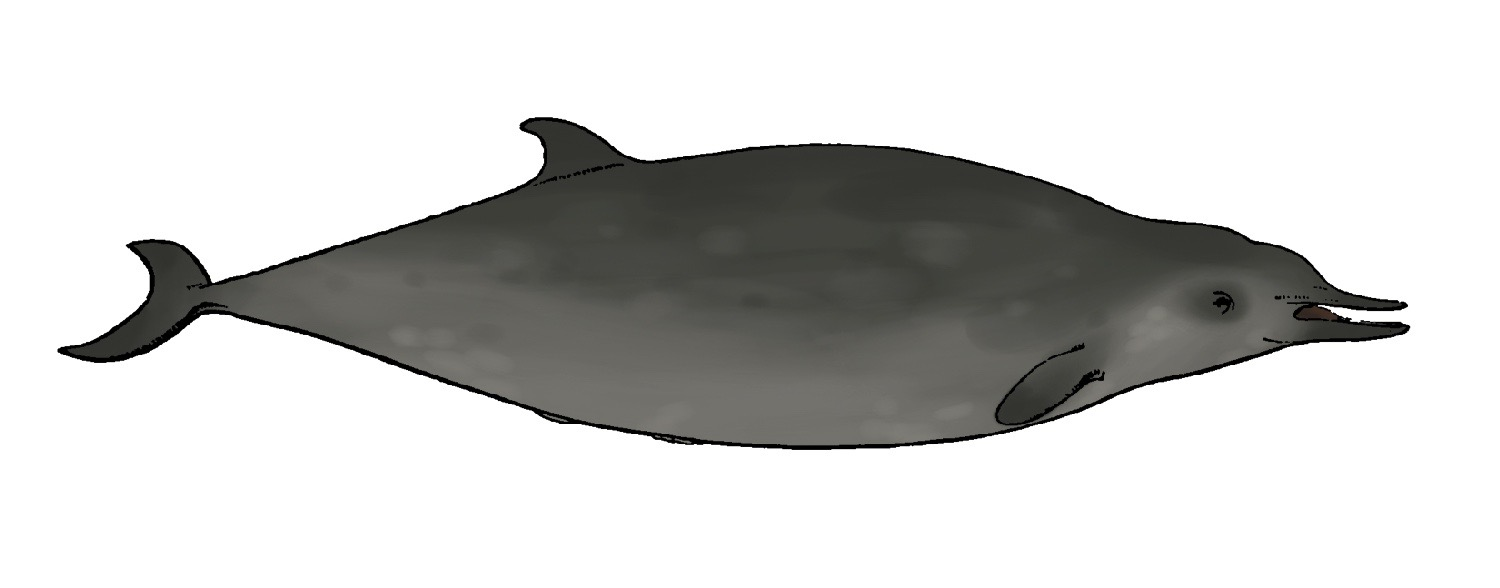
Dessin de 1884 en fausses couleurs. Le corps exagérément rond est typique de l'époque, où l'on se basait sur des animaux morts et hors de leur élément naturel, souvent enflés voire déjà putréfiés[1].

## Comportement
Les baleines à bec de Sowerby sont des créatures solitaires qui restent à l'écart des navires et sont rarement observées. Les baleines sont parfois en groupes de 8 à 10 individus (mâles, femelles et jeunes) et s'échouent parfois par groupes entiers. Ces baleines peuvent parfois plonger durant près de 30 minutes. On pense qu'elles se nourrissent principalement de calmars et de mollusques, mais des morues ont également été trouvées dans leur estomac.

## Répartition et habitat
Cette espèce vit dans l'ouest de l'océan Atlantique depuis Nantucket jusqu'au Labrador et dans l'est de l'Atlantique de Madère jusqu'à la mer de Norvège. Elle vit généralement dans les eaux de 200 à 1 500 mètres de profondeur. Aucune estimation des populations n'a été faite.

## Taxinomie
L'espèce fut décrite en 1804 par James Sowerby (à qui elle doit son nom vernaculaire) sous le protonyme de Physeter bidens.

## Conservation
L'espèce a été chassée de manière marginale par les Norvégiens, mais ces pratiques ont été abandonnées depuis longtemps. On compte certaines morts dues à l'enchevêtrement dans les filets de pêche, mais ce phénomène a peu de chances d'être vraiment préjudiciable à l'espèce.
En 1989 le Cosepac ('Comité sur la situation des espèces en péril au Canada) signale son statut de conservation comme une « espèce préoccupante ».